# K. G. B.
K. G. B. ist eine im Jahr 1980 gegründete Punkrock-Band aus Tübingen. Sänger Hannes Koerber ist das einzige Gründungsmitglied in der aktuellen Besetzung.

## Geschichte
K.G.B. wurde 1980 gegründet und formierte sich seitdem in bislang achtzehn Besetzungen um den Leadsänger Hannes Koerber. Anfangs stand das Kürzel für „Kein Grund zur Beruhigung“, wurde in Songtexten und Albentiteln jedoch ständig variiert („Korrupt, gierig, bestechlich“, „Kraut, Gringo, Blitzkrieg“). Die aktivste Zeit der Band war die zweite Hälfte der 1980er Jahre.
1985 fand die erste Auslandstour durch Italien statt, 1986 tourte K. G. B. mit Bands wie Circle Jerks, Zero Boys, Rhythm Pigs, Goo Goo Dolls und Bad Brains durch die USA. In Deutschland folgten Auftritte mit D.O.A., Abwärts, Toxoplasma, den Toten Hosen und The Sweet.
1990 wurden zwei Videos zum Album Einmal rund um die Sonne produziert; Fernseh-Auftritte und Touren durch Spanien, Italien, Skandinavien, Großbritannien und Holland folgen.
Außerdem hatte die Band Auftritte mit Toy Dolls, Depraved, Rubbermaids, Dimple Minds, Greg Sage, T.S.O.L., Bad Religion, Bollock Brothers, EA 80 und Rausch, sowie eine weitere US-Tour.
Im Jahre 1995 folgte eine Europa-Tournee mit der US-amerikanischen Punkrock-Band Toxic Reasons.
Im Jahre 1997 wurden durch den Verlag Karin Fischer Songtexte von K. G. B. in dem Buch RehZepter gegen die Impotenz veröffentlicht. Im Jahre 1999 veröffentlichten die Sänger von K. G. B., Daily Terror aus Braunschweig und die Herbärds aus Stuttgart, unter dem Namen „Die Drei Röhren“ ein Coveralbum von frühen deutschen New-Wave-Titeln. Im Jahre 2005 erschien zum 25-jährigen Band-Jubiläum das Album Fiesta Fiasko, zu dessen Release ein Allstars-Konzert mit alten Bandmitgliedern und Musikern befreundeter Bands stattfand.

## Stil
Musikalisch orientiert sich K. G. B. am klassischen Old-School-Punk, wobei die meist gesellschaftskritischen Texte immer eine zentrale Rolle spielen. 1992 experimentierte die Band kurzzeitig mit Crossover und Funk-Elementen. Das Ergebnis ist auf Deutschland einig Flaschenpfand, der Veröffentlichung aus diesem Jahr, sowie auf dem Beitrag zu Willkommen zur Alptraummelodie zu hören.

## Diskografie
- 1982: Donald Duck im Pentagon (Picture Disc, EP)
- 1985: Party Sahne (EP)
- 1986: Letzte Bestellung (LP)
- 1987: Kein Grund zur Beruhigung (das „rote Album“, LP)
- 1987: Ballroom Blitz / Summer Solstice (Single)
- 1990: Einmal rund um die Sonne (LP/CD)
- 1992: Deutschland einig Flaschenpfand (Maxi-Single)
- 1995: Restmüll (CD)
- 1997: Kraut Gringo Blitzkrieg (LP/CD)
- 1997: Die Lady Di (Single/Maxi-CD)
- 1998: Die drei Röhren (LP/CD)
- 1999: (Ein Wochenende in) Verona (Maxi-CD)
- 2005: Fiesta Fiasko (LP/CD+DVD)